# Christopher Scarver
Christopher Scarver (født 6. juli 1969 i Milwaukee, Wisconsin) er en amerikansk morder, der den 28. november 1994 dræbte morderne Jeffrey Dahmer og Jesse Anderson i fængslet Columbia Correctional Institute i Portage, Wisconsin. Han dræbte dem med et jernrør fra en vægt i fængslets træningsrum. Scarver hævdede, at han var Guds søn, og at dræbe Dahmer og Anderson var at følge Hans vilje. Nogle mener, at race spillede en rolle i drabene, eftersom de fleste af Dahmers ofre var sorte, mens Anderson dræbte sin kone og gav en sort mand skylden.